# Дзьобник скупчений
Дзьобник скупчений (Rhynchostegium confertum) — вид мохів порядку гіпнобрієвих (Hypnales).

## Поширення
Ареал охоплює такі частини світу: Європа, Макаронезія, Північна Америка, Азія.
Зустрічається на камені, корі та деревині, переважно в місцях з більшим вмістом поживних речовин.

## Характеристика

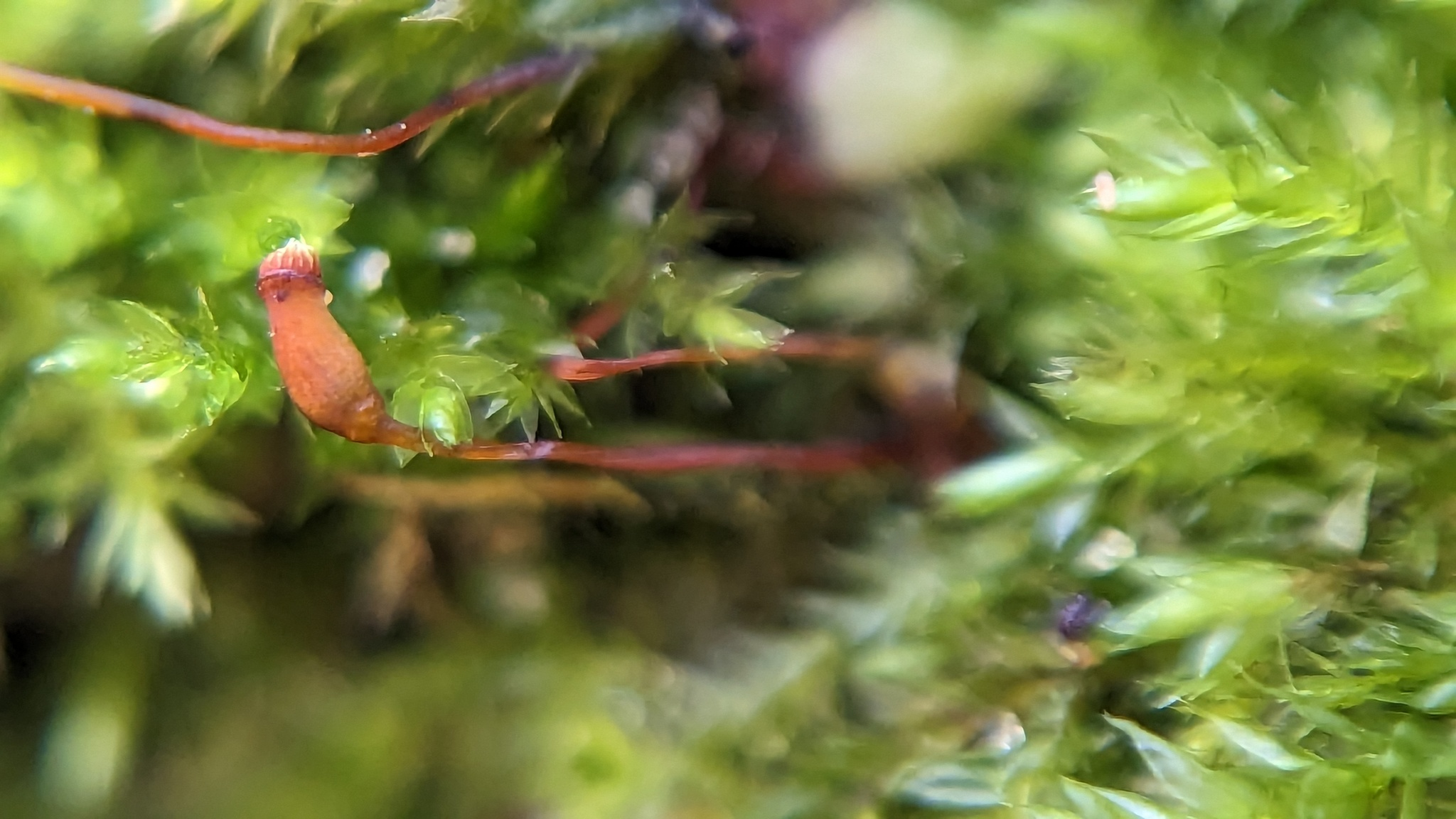

Мох нерівномірно розгалужений, міцно прикріплений до субстрату, матово блищить. Листки від яйцюватої до трикутної форми; жилка чітко присутня і проходить до трьох чвертей листка. Спорова коробочка стоїть на злегка вигнутій (30 градусів) гладкій ніжці. Кришка довга і часто крива.